# Giornata mondiale della gioventù 2002
La XVII Giornata mondiale della gioventù ha avuto luogo dal 23 al 28 luglio 2002 a Toronto, in Canada. È stata l'ultima edizione alla quale ha partecipato papa Giovanni Paolo II, l'ideatore degli Incontri mondiali della gioventù, già allora molto malato.
Per la terza volta (dopo Buenos Aires 1987 e Denver 1993) la GMG si teneva nel continente americano.
Il tema dell'Incontro è stato Voi siete il sale della terra... Voi siete la luce del mondo (Mt 5, 13-14).

## La scelta di Toronto da parte di Giovanni Paolo II
Il Papa annunciò la scelta di organizzare la XVII GMG a Toronto durante l'Angelus del 20 agosto 2000 tenutosi sulla grande spianata di Tor Vergata al termine della XV Giornata mondiale della gioventù. Queste le sue parole:
«Prima di sciogliere questa grande e bella assemblea, desidero annunciare che il prossimo Incontro Mondiale dei Giovani avrà luogo a Toronto in Canada nell'estate del Duemiladue. Mentre fin d'ora invito i giovani del mondo ad incamminarsi verso quella meta, rivolgo uno speciale saluto alla Delegazione canadese, che ha voluto essere presente a questa celebrazione per raccogliere la consegna del futuro impegno. Su di loro e sull'incarico che oggi assumono invoco la protezione della Vergine Santissima.»

## Il programma delle giornate

### Da giovedì 18 luglio a domenica 21 luglio
- Accoglienza nelle diocesi locali. Per la prima volta i giovani pellegrini passarono le giornate precedenti all'evento ospitati da famiglie locali in tutte le diocesi del paese ospitante. In questo modo fecero esperienza della cultura locale; svolsero inoltre attività sociali nelle città dove dimorarono; pregarono con i giovani canadesi, e si organizzarono feste e concerti.

### Lunedì 22 luglio
- I pellegrini giunsero nell'hinterland di Toronto. Presero una sistemazione negli alloggi. Ebbero i primi incontri con i giovani della città.

### Martedì 23 luglio
- Alle ore 17 l'arcivescovo di Toronto Aloysius Ambrozic celebrava la  messa di apertura all'Exhibition Place, una vasta area fieristica vicina al lago Ontario. L'Arcivescovo in questa occasione diede il benvenuto nella città ai giovani delle altre diocesi canadesi e delle diverse nazioni. Dopo la messa si tenne un concerto dove si esibirono artisti canadesi.

### Mercoledì 24 luglio
- In mattinata iniziarono le catechesi in più di 100 chiese e sale della città, condotte da vescovi provenienti da tutto il mondo. Il tema di questa giornata fu: "Voi siete il sale della terra" (Mt 5,13)
- Si aprì, a partire dalle 14, a Coronation Park, un piacevole spazio alberato sulle rive dell'Ontario (ribattezzato per l'occasione Duc in Altum Park), un grande spazio dove fu possibile pregare davanti alla Croce della GMG e confessarsi grazie ad un Servizio di Riconciliazione reso possibile da una numerosa presenza di sacerdoti di diverse lingue. Un'area del parco fu dedicata anche all'adorazione eucaristica.
- Nel pomeriggio si aprì lo Youth Festival dove trovarono spazio un variegato panorama di esperienze artistiche, culturali e spirituali basate sulla vita e la fede dei giovani di tutto il mondo; si organizzarono mostre, veglie, concerti, tavole rotonde, film, danze ed eventi teatrali.
- presso il Molson Ampitheatre di Toronto si svolse un incontro tra giovani italiani ed oriundi italiani, numerosi in Canada. Tra gli artisti presenti vi furono Antonella Ruggiero, Paolo Vallesi, Ceppe Cantarelli, Massimo Varini Trio, Lisa, Hope Music Group e Anna Tatangelo.

Per la prima volta furono inclusi nello Youth Festival alcuni progetti di assistenza sociale, per far dedicare ai giovani pellegrini qualche ora del loro tempo al servizio dei più bisognosi e stringere nuovi legami di solidarietà con la comunità che li ospitava.

### Giovedì 25 luglio
- Continuarono le catechesi seguendo il tema: "Voi siete la luce del mondo" (Mt 5,14).
- Nel pomeriggio si tenne la cerimonia di accoglienza di papa Giovanni Paolo II all'Exhibition Place.
- In serata continuò lo Youth Festival.
- Nel frattempo continuava il servizio di riconciliazione a Duc in Altum Park.

### Venerdì 26 luglio
- Terminarono nella giornata le catechesi seguendo il tema: "Lasciatevi riconciliare con Dio" (2Co 5,20).
- In serata si tenne la Via Crucis presso la University Avenue, una delle arterie principali di Downtown Toronto. La Via Crucis, partita da Nathan Philip Square (sede del palazzo comunale), giunse in processione fino al Royal Ontario Museum passando anche di fronte all'Università, agli ospedali principali e alla sede del Parlamento provinciale.
- Continuava il servizio di riconciliazione a Duc in Altum Park.
- Terminò nella serata lo Youth Festival.

### Sabato 27 luglio
- Durante la mattinata si svolse la Messa per i pellegrini nelle chiese di Toronto.
- Per tutta la giornata si tenne il pellegrinaggio a piedi (con un percorso dai 6 ai 10 km) verso Downsview Park, luogo della veglia, ex-aeroporto militare che, con i suoi 260 ettari, è il più grande parco urbano canadese.
- Alle ore 19.30 ebbe inizio la veglia con il Papa. I giovani passarono la notte all'aperto in loco.

### Domenica 28 luglio
- Di buon mattino si tenne la messa conclusiva presieduta dal Papa. Il numero di partecipanti raggiunge quota 800.000[senza fonte].
- Il Papa annunciò poi che la successiva GMG si sarebbe svolta nel 2005 a Colonia, in Germania.

## L'inno
L'inno ufficiale della XVII GMG è Lumière du Monde (musica di Robert Lebel).

## Patroni e intercessori
I principali patroni ed intercessori della GMG del 2002 sono stati:
| Immagine | Nome                                   |
| -------- | -------------------------------------- |
|          | Sant'Agnese di Roma                    |
|          | Beato Pedro Calungsod                  |
|          | Santa Giuseppina Bakhita               |
|          | Santa Teresa del Bambino Gesù          |
|          | Beata Kateri Tekakwitha                |
|          | Beato Andrea di Phú Yên                |
|          | Beato Pier Giorgio Frassati            |
|          | Beato Marcel Callo                     |
|          | Beato Francisco de Paula Castelló Aleu |